# Anton Joseph Recking

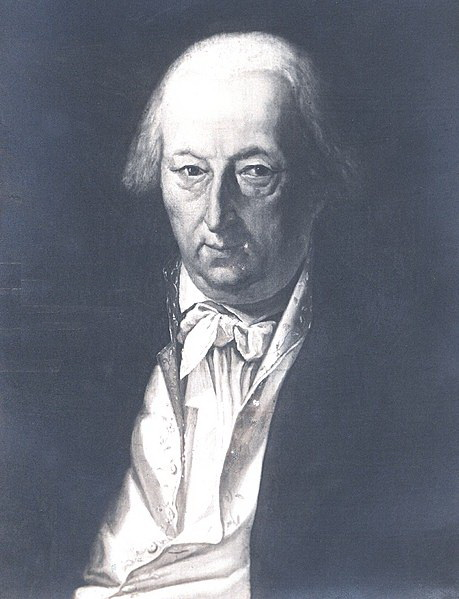
Anton Joseph Recking

Anton Joseph Recking, auch Anton Josef Recking (* 1743 in Trier; † 27. Oktober 1817 ebenda) war unter der französischen Verwaltung von 1800 bis 1810 Maire und von 1815 bis 1817 der erste Oberbürgermeister von Trier.
Anton Joseph Recking war ein Sohn des Trierer Stadtrats und Handelsmannes Johann Nikolaus Recking und Catharina Boudson. Er wurde 1743 in Trier geboren und am 23. Januar 1744 in der Kirche St. Laurentius in Trier getauft. Seine Ehefrau wurde Maria Magdalena Döll aus Cochem. Aus der Ehe ging der Sohn Johann Nikolaus Recking (1773–1831) hervor, der Abgeordneter im Provinziallandtag wurde. Der ältere Sohn Anton Joseph Ignatz Recking (1763–1834) wurde reicher Gutsbesitzer, Kaufmann, Posthalter und langjähriger Stadtrat.
Recking wurde von der Schmiede- und Schlosserzunft am 20. Februar 1770 zum Amtsmeister gewählt und war in dieser Funktion bis 1794 Mitglied des Stadtrats von Trier. Die Einnahme der Stadt durch die französischen Revolutionsarmeen im Jahre 1794 (Erster Koalitionskrieg) veranlassten ihn zur Auswanderung, 1795 kehrte er zurück und wurde von den Franzosen gefangen genommen. Später wurde er Mitglied der Verwaltung des Arrondissements Trier. Am 25. November 1800 berief ihn Napoleon zum Maire von Trier und belohnte seine Verdienste um die Stadt am 26. Oktober 1804 durch Erteilung des Ordens der Ehrenlegion. Am 26. September 1810 wurde Recking aus seinem Amt entlassen, weil er ein Dekret zur Geldabwertung missachtete. Nach der Übernahme des Rheinlands und somit auch der Stadt Trier durch Preußen wurde Recking 1815 wieder mit der Leitung der Stadt beauftragt und blieb deren Oberbürgermeister bis zu seinem Tod am 27. Oktober 1817.
Trier war seit 1798 Hauptstadt des Saar-Departements und wirtschaftlich durch den Wegfall der Zoll- und Handelsschranken emporgekommen. 1806 kaufte Recking zusammen mit dem Weingroßhändler Matthias Joseph Hayn in Paris ehemalige Kirchengüter aus dem Saar-Mosel-Raum zurück, die zunächst enteignet worden waren und später auf Beschluss der Nationalversammlung zur staatlichen Schuldendeckung wieder veräußert wurden.